# 370. pr. n. št.
370. pr. n. št. je tretje desetletje v 4. stoletju pr. n. št. med letoma 379 pr. n. št. in 370 pr. n. št.. 